# Carissa (bướm đêm)
Carissa  là một chi bướm đêm thuộc họ Noctuidae.